# Svarthuvad gylling
Svarthuvad gylling (Oriolus larvatus) är en fågel i familjen gyllingar inom ordningen tättingar.

## Utseende och läte
Svarthuvad gylling är en spektakulärt färgad fågel, mestadels guldgul med svart huvud och skärorange näbb. Flera andra afrikanska gyllingar har dock ett liknande utseende och skiljs bäst åt på utbredning och levnadsmiljö. Lätet är ett melodiskt och fylligt "wholeuooo".

## Utbredning och systematik
Svarthuvad gylling förekommer i östra och södra Afrika. Den delas in i sex underarter med följande utbredning:
- Oriolus larvatus angolensis – Angola till Namibia och Zambia
- Oriolus larvatus additus – sydöstra Tanzania och Moçambique
- Oriolus larvatus tibicen – kustnära Tanzania till södra Moçambique
- Oriolus larvatus reichenowi – kustnära Somalia till centrala Tanzania
- Oriolus larvatus rolleti - Etiopien, Sudan, Uganda, Rwanda, eventuellt Burundi och östra Demokratiska republiken Kongo
- Oriolus larvatus larvatus -  Sydafrika, Moçambique och södra Zimbabwe

Underarten additus inkluderas ofta i tibicen.

## Levnadssätt
Svarthuvad gylling hittas i kust- och flodnära skog, skogsbryn och fuktiga öppnare lövskogar. Där ses den enstaka eller i par, ibland i artblandade flockar. Den håller sig vanligen i trädtaket, på jakt efter insekter, frukt och nektar.

## Status och hot
Arten har ett stort utbredningsområde och tros öka i antal. Internationella naturvårdsunionen IUCN listar den därför som livskraftig (LC).